# Corina Crețu
Corina Crețu (Bucarest, 24 giugno 1967) è una politica e giornalista romena, Commissario europeo per la politica regionale nella Commissione Juncker dal 1º novembre 2014 al 2 luglio 2019.
Membro del Partito Social Democratico (PSD), è stata eurodeputata e Vicepresidente del Parlamento europeo.

## Biografia
Corina Crețu nacque il 24 giugno 1967 a Bucarest, figlia del professore di fisica Traian Crețu (1937-1995), docente presso l'Università Politecnica di Bucarest. Sua madre, Verginia Crețu, è una psicologa dello sviluppo infantile ed è stata professoressa all'Università di Bucarest. 
Crețu studiò alla facoltà di cibernetica dell'Accademia degli studi economici di Bucarest, dove si laureò nel 1989. Seguì anche numerosi corsi specialistici post laurea nei campi delle istituzioni comunitarie, della sicurezza transnazionale e della comunicazione politica.

### Carriera professionale
Nell'anno successivo alla laurea lavorò come economista presso un'impresa a Blaj. In seguito fu giornalista e commentatore politico per i giornali Azi, Curierul Național e Cronica Română, prima di entrare nell'ufficio del portavoce della presidenza della repubblica, durante il mandato di Ion Iliescu (1992-1996).

### Carriera politica
Nel 1996 aderì al Partito della Democrazia Sociale di Romania (PDSR), dal 2001 chiamato Partito Social Democratico (PSD). Tra il 1996 e il 2000 ricoprì l'incarico di consulente presso il Senato romeno, per poi diventare dal 2000 al 2004 Consigliere presidenziale, portavoce e capo del Dipartimento della comunicazione pubblica durante il secondo mandato presidenziale di Ion Iliescu.
Candidata alle elezioni parlamentari del 2000, venne eletta deputata, mentre nelle elezioni parlamentari del 2004 divenne senatrice; nel Senato romeno sedette nella Commissione affari esteri e fu membro della delegazione romena all'Assemblea parlamentare dell'Organizzazione per la sicurezza e la cooperazione in Europa (OSCE).
Nel gennaio 2005, su invito del governo giordano, diresse ad Amman un seminario di formazione per persone designate per assumere l'incarico di portavoce in Iraq. È stata anche osservatrice per l'OSCE alle elezioni parlamentari del 2005 in Moldavia e alle elezioni generali del 2006 in Bosnia ed Erzegovina.
Sempre nel 2005, il 27 giugno, fu nominata membro della delegazione parlamentare romena al Parlamento europeo, divenendo membro del Parlamento europeo dal 1º gennaio 2007, al momento dell'adesione della Romania all'Unione europea.
Nelle elezioni europee straordinarie del 2007 fu eletta eurodeputata, entrando nel Gruppo del Partito del Socialismo Europeo; fu rieletta sia nelle elezioni europee del 2009 sia in quelle del 2014, sedendo sempre nelle file del gruppo dell'Alleanza Progressista dei Socialisti e dei Democratici, di cui è stata vicepresidente tra il 2012 e il 2014. Dal 1º luglio al 31 ottobre 2014 è stata vicepresidente del Parlamento europeo.
Il 20 aprile 2013 fu eletta vicepresidente del Partito Social Democratico, ma non fu riconfermata nel successivo congresso del 2015.

### Commissario europeo
Il 10 settembre 2014 fu designata commissario europeo della Romania in seno alla commissione Juncker, in cui le fu affidato il portafoglio per la politica regionale. In veste di commissario europeo ha visitato molto spesso i progetti finanziati dalla UE in Italia.
È stato il primo commissario europeo che ha visitato la città di Andora (Savona) essendo ospite del sindaco Mauro Demichelis e di Marian Mocanu a un convegno dedicato ai finanziamenti europei in Liguria.

### Passaggio a Pro Romania
Nel 2018 entrò in polemica con le alte sfere del PSD, che in quel momento guidava il governo, cui rimproverava di non fare sufficienti sforzi per utilizzare i fondi concessi al paese dall'Unione europea. Il conflitto spinse alcuni membri della dirigenza, tra i quali il segretario generale Codrin Ștefănescu, a criticarla pubblicamente, accusandola di servire le lobby di Bruxelles, piuttosto che gli interessi della Romania. Al culmine della disputa, nel gennaio 2019, Corina Crețu dichiarò che a causa delle manovre antieuropeiste portate avanti dalla presidenza del partito, alle elezioni europee in programma nel maggio 2019 non si sarebbe candidata nelle liste del PSD, bensì in quelle di Pro Romania, formazione guidata da Victor Ponta che riuniva numerosi ex membri del PSD delusi dalle scelte del partito.

## Vita privata
Nel 2012 sposò l'imprenditore Ovidiu Rogoz nella Nuova chiesa di san Spiridone a Bucarest.